# Eric Barrington
Bernard Eric Edward Barrington (5 juin 1847 - 24 février 1918) est un fonctionnaire britannique qui est le principal secrétaire privé de trois ministres des Affaires étrangères.

## Biographie
L'honorable Bernard Eric Edward Barrington, est le plus jeune fils de William Barrington (6e vicomte Barrington), fait ses études au Collège d'Eton et rejoint le Foreign Office (FCO) en 1867. Il est secrétaire particulier de deux sous-secrétaires d'État parlementaires aux Affaires étrangères, Arthur Otway et le vicomte Enfield, de 1868 à 1874. En 1874, il devient rédacteur de résumés du ministre des Affaires étrangères, le comte de Derby, et continue sous le successeur de Derby, Lord Salisbury. Il accompagne Salisbury au Congrès de Berlin en 1878 et reçoit le rang diplomatique de deuxième secrétaire à cette fin. Lorsque Salisbury devient Premier ministre pour la première fois en 1885, Barrington est le principal secrétaire privé du nouveau ministre des Affaires étrangères, Stafford Northcote (comte d'Iddesleigh) de 1885 à 1886. Il est secrétaire privé principal de Lord Salisbury (dans son poste de ministre des Affaires étrangères) en 1886-1892 et 1895-1900, puis du marquis de Lansdowne de 1900 à 1905. Lorsque Sir Edward Grey succède à Lord Lansdowne comme ministre des Affaires étrangères en décembre 1905, Barrington est nommé sous-secrétaire adjoint pour l'Afrique, mais prend sa retraite en juillet 1907.
Barrington est nommé Compagnon de l'Ordre du Bain (CB) dans les honneurs d'anniversaire de 1889. Il est promu chevalier commandeur (KCB) dans l'ordre de la liste des honneurs du couronnement de 1902 publiée le 26 juin 1902  et reçoit le titre de chevalier lors d'une audience privée avec le roi Édouard VII le 2 août, lors de sa convalescence à bord du HMY Victoria and Albert .